# Moianacht
Moianacht (schwäbisch für „Maiennacht“) ist ein Kurzspielfilm aus dem Jahr 2000, der die Erlebnisse zweier Brüder während der Walpurgisnacht in einem schwäbischen Dorf schildert. Dort ist es Brauch, dass ein Bursche in dieser Nacht dem von ihm verehrten Mädchen eine geschmückte Birke als Maienbaum in den Garten oder vor die Türe setzt, einem ungeliebten jedoch einen kahlen, mit Büchsen behängten Baum.

## Handlung
In einer Scheune probt Micha mit seiner Band Hangman, weil sie am selben Abend auf einer Tanz in den Mai-Party in ihrem Ort auftreten werden. Er wird von seinen Bandmitgliedern aufgezogen, weil er abstreitet, in Ina verliebt zu sein. Sein kleiner Bruder Benny taucht auf und will wissen, was man für einen Büchsenbaum brauche. Er zieht mit seinen Freunden ab ins Dorf und sie „verzieren“ die Schaufensterscheibe der Metzgers mit Rasierschaum. Beim Aufbauen der Instrumente auf der Bühne des Tanzsaals erscheint Ina mit ihrer Freundin, gegenüber der sie kurz zuvor Sympathie für Micha geäußert hat. Micha unterhält sich – wegen seiner Schüchternheit etwas stockend – mit ihr und will ihr von seinem extra für sie geschriebenen neuen Stück erzählen, dann funkt jedoch der bekannte Frauenheld Richie dazwischen und entführt Ina an die Bar. 
Beim „Pflanzen“ des Büchsenbaumes für seine Schulkameradin Julia wird Benny von deren Mutter überrascht; diese glaubt jedoch, Benny sei ein Verehrer und lädt ihn ins Haus zu Julia ein. Während des Auftritts der Band sieht Micha von der Bühne aus, wie Richie immer noch Ina umwirbt. Nach der Ansage für sein neues Stück, die Inas Aufmerksamkeit kurz erregt, muss er mitansehen, wie sie während des Songs Hand in Hand mit Richie aus dem Saal verschwindet. Er stürmt ihr hinterher und stellt Richie zur Rede, doch kurz bevor sie handgreiflich werden, wird er von seinem Bandkollegen Tommy weggezogen, welcher ihm Vorwürfe macht, warum er das Konzert platzen ließe. Sie verkrachen sich und Micha lässt sich volllaufen. Benny, endlich Julia und ihrer Mutter entkommen, dekoriert mit den nicht verwendeten Büchsen den Hondertnainzger des Metzgers, wird jedoch von ihm erwischt. 
Micha hört, als er sich auf der Toilette des Veranstaltungssaales erfrischen will, aus einer WC-Kabine verdächtige Geräusche und schaut über die Trennwand: es ist tatsächlich Richie, der jedoch nicht mit Ina zugange ist, sondern mit Susi. Nach einer kurzen Schlägerei hat Richie ein Einsehen und sagt Micha, er solle gehen, Ina würde nur auf ihn warten. Er findet sie auf der Tanzfläche, ist jedoch so betrunken, dass er sich übergeben muss. Ina geht angewidert fort und Tommy kümmert sich um Micha, der einsieht, dass er „Scheiße gebaut“ hat und ihn um Verzeihung und Hilfe bittet. In der Morgendämmerung fahren die Kumpels der Band mit Trecker und Anhänger durch die während der Freinacht mit Gerätschaften zugestellte und mit Wäscheleinen dekorierte Dorfstraße zum Haus Inas, wo sie einen großen Maienbaum aufstellen und Micha das neue Lied vor dem Balkon singt, auf den bald eine lächelnde Ina tritt.

## Auszeichnungen
- Filmschau Baden-Württemberg 2001: Publikumspreis
- AZ-Sternefest der Abendzeitung München 2001: nominiert für den Regiepreis

## Kritik
„Der Film ... geht unverkrampft und lustbetont mit der Welt der Provinz um. Jugendkultur einmal anders. Die Darstellerleistungen wurden im Bewertungsausschuß positiv aufgenommen, die dramaturgischen Einfälle als unterschiedlich gelungen gesehen und die Dominanz der Musikebene kritisch angemerkt. Aber auch in der Moianacht geht es etwas ungehobelt zu.“ (Filmbewertungsstelle, Prädikat: Wertvoll)

## Hintergrund
Moianacht ist der Abschlussfilm Stefan Herings an der HFF München und das Filmdebüt von Friederike Kempter; die spätere deutsche Meisterin im Eiskunstlauf Maylin Hausch spielt die Rolle der Julia. Das Titellied Ich und Du ist von NTS, die damals kurz vor ihrem Durchbruch standen. Der Song ist das einzige hochdeutsche Element in dem ansonsten ganz auf Schwäbisch gehaltenen Film. Gedreht wurde in Weißenstein, dessen Schloss im Film zu sehen ist, sowie im Ostalbkreis in Mögglingen, Bartholomä und Heubach, dem Heimatort des Regisseurs. Der Film hatte seine Fernsehpremiere am 4. Juli 2001 auf 3sat.